# Toxoplasma gondii
Toxoplasma gondii vrsta je praživotinje iz roda Toxoplasma. 
Parazit je i uzročnik bolesti toksoplazmoze.